# Christine Kaufmann
Christine Maria Kaufmann (Lengdorf, Stájerország, 1945. január 11. – München, 2017. március 28.) Golden Globe-díjas osztrák–német színésznő.

## Filmjei
- Lányok egyenruhában (Mädchen in Uniform) (1958)
- Első szerelem (Primo amore) (1959)
- Maria Malibran halála (1971)
- Derrick 31. epizód : Szorul a hurok (Hals in der Schlinge) (1977, TV)
- Le Comte de Monte-Cristo (1979)
- Lili Marleen (1981)
- Az idióták napja (1982)
- Lola (1981)
- Bagdad Café (1988)